# Leichtathletik bei den Afrikaspielen
Die Leichtathletik-Wettbewerbe im Zuge der Afrikaspiele werden seit der ersten Austragung der Spiele 1965 ohne Unterbrechungen ausgetragen. Bei den ersten Austragungen wurden deutlich mehr Bewerbe für Männer als für Frauen ausgetragen, mittlerweile gibt es aber jeweils 23 Bewerbe sowie einen Mixed-Bewerb. Leichtathletik stellt damit die medaillenreichste Sportart bei den Afrikaspielen dar und wird traditionell von Athletinnen und Athleten aus Nigeria und Südafrika sowie aus Kenia und Äthiopien dominiert.
Nachdem der Austragungsrhythmus zunächst unregelmäßig war, werden die Afrikaspiele seit 1978 im Vierjahresrhythmus ausgetragen. Nur die Austragung 2023 wurde wegen baulicher Verzögerungen von 2023 auf das Folgejahr verschoben.

## Übersicht
| Jahr | Austragungsort | Datum                 | Stadion                          | Wettbewerbe | Teilnehmende Athleten | Teilnehmende Verbände |
| ---- | -------------- | --------------------- | -------------------------------- | ----------- | --------------------- | --------------------- |
| 1965 | Brazzaville    | 18. bis 28. Juli      |                                  | 24          |                       |                       |
| 1973 | Lagos          | 9. bis 17. Januar     | Surulere Stadium                 | 34          |                       |                       |
| 1978 | Algier         | 20. bis 27. Juli      | Stade 5 Juillet 1962             | 37          |                       |                       |
| 1987 | Nairobi        | 7. bis 12. August     | Moi International Sports Complex | 41          |                       |                       |
| 1991 | Kairo          | 23. bis 27. September | Cairo International Stadium      | 41          |                       |                       |
| 1995 | Harare         | 13. bis 23. September | National Sports Stadium          | 43          |                       |                       |
| 1999 | Johannesburg   | 14. bis 18. September | Johannesburg-Stadion             | 45          |                       | 46                    |
| 2003 | Abuja          | 11. bis 16. Oktober   | Nationalstadion Abuja            | 46          | 465                   | 47                    |
| 2007 | Algier         | 18. bis 22. Juli      | Stade 5 Juillet 1962             | 46          | 628                   | 50                    |
| 2011 | Maputo         | 11. bis 15. September | Estádio Nacional do Zimpeto      | 46          |                       |                       |
| 2015 | Brazzaville    | 13. bis 17. September | Stade Municipal de Kintélé       | 46          | 564                   | 48                    |
| 2019 | Rabat          | 26. bis 30. August    | Stade Moulay Abdallah            | 46          | 677                   | 52                    |
| 2023 | Accra          | 18. bis 22. März      | UoG Sports Stadium               | 47          | 669                   | 50                    |

## Spielerrekorde

### Männer
| Disziplin               | Rekord               | Athlet                                                                | Datum               | Ort          |
| ----------------------- | -------------------- | --------------------------------------------------------------------- | ------------------- | ------------ |
| 100 m                   | 9,95 s (+0,6 m/s)    | Deji Aliu                                                             | 12. Oktober 2003    | Abuja        |
| 200 m                   | 20,06 s A (+0,6 m/s) | Francis Obikwelu                                                      | 18. September 1999  | Johannesburg |
| 400 m                   | 44,23 s A            | Innocent Egbunike                                                     | 9. August 1987      | Nairobi      |
| 800 m                   | 1:44,91 min          | Japheth Kimutai                                                       | 16. September 1999  | Johannesburg |
| 1500 m                  | 3:34,1 min           | Kip Keino                                                             | Juli 1965           | Brazzaville  |
| 5000 m                  | 13:12,51 min         | Moses Kipsiro                                                         | 22. Juli 2007       | Algier       |
| 10.000 m                | 27:00,30 min         | Zersenay Tadese                                                       | 19. Juli 2007       | Algier       |
| Halbmarathon            | 1:01:42 h            | Titus Ekiru                                                           | 30. August 2019     | Rabat        |
| 110 m Hürden            | 13,32 s (+0,5 m/s)   | Antonio Alkana                                                        | 14. September 2015  | Brazzaville  |
| 400 m Hürden            | 48,03 s A            | Amadou Dia Ba                                                         | 9. August 1987      | Nairobi      |
| 3000 m Hindernis        | 8:12,27 min          | Ezekiel Kemboi                                                        | 13. Oktober 2003    | Abuja        |
| Hochsprung              | 2,27 m               | Anthony Idiata                                                        | 18. September 1999  | Johannesburg |
| Hochsprung              | 2,27 m               | Kabelo Kgosiemang                                                     | 22. Juli 2007       | Algier       |
| Stabhochsprung          | 5,50 m               | Okkert Brits                                                          | August 1995         | Harare       |
| Weitsprung              | 8,23 m A (−1,1 m/s)  | Paul Emordi                                                           | 12. August 1987     | Nairobi      |
| Dreisprung              | 17,12 m A (+0,6 m/s) | Francis Dodoo                                                         | 8. August 1987      | Nairobi      |
| Kugelstoßen             | 21,48 m              | Chukwuebuka Enekwechi                                                 | 27. August 2019     | Rabat        |
| Diskuswurf              | 63,61 m              | Omar Ahmed el-Ghazaly                                                 | 13. Oktober 2003    | Abuja        |
| Hammerwurf              | 76,73 m              | Chris Harmse                                                          | 22. Juli 2007       | Algier       |
| Speerwurf               | 87,73 m              | Julius Yego                                                           | 30. August 2019     | Rabat        |
| Zehnkampf               | 7985 Punkte          | Jangy Addy                                                            | 11./12. August 2011 | Maputo       |
| 20-km-Gehen             | 1:22:33 h            | Hatem Ghoula                                                          | 19. Juli 2007       | Algier       |
| 4-mal-100-Meter-Staffel | 38,30 s              | Sean Safo-Antwi Benjamin Azamati Martin Owusu-Antwi Joseph Paul Amoah | 28. August 2019     | Rabat        |
| 4-mal-400-Meter-Staffel | 2:59,12 min          | Patrick Kakozi Nyambe Kennedy Luchembe David Mulenga Muzala Samukonga | 22. März 2024       | Accra        |

### Frauen
| Disziplin               | Rekord               | Athletin                                                        | Datum              | Ort          |
| ----------------------- | -------------------- | --------------------------------------------------------------- | ------------------ | ------------ |
| 100 m                   | 11,02 s (+0,6 m/s)   | Marie-Josée Ta Lou                                              | 14. September 2015 | Brazzaville  |
| 200 m                   | 22,45 s A (+0,5 m/s) | Fatima Yusuf                                                    | 18. September 1999 | Johannesburg |
| 400 m                   | 49,43 s              | Fatima Yusuf                                                    | 15. September 1995 | Harare       |
| 800 m                   | 1:56,99 min A        | Maria de Lurdes Mutola                                          | 18. September 1995 | Harare       |
| 1500 m                  | 4:05,71 min          | Hirut Meshesha                                                  | 22. März 2024      | Accra        |
| 5000 m                  | 15:02,72 min         | Meseret Defar                                                   | 18. Juli 2007      | Algier       |
| 10.000 m                | 31:24,18 min         | Alice Aprot Nawowuna                                            | 16. September 2015 | Brazzaville  |
| Halbmarathon            | 1:10:26 h            | Yalemzerf Yehualaw                                              | 30. August 2019    | Rabat        |
| 100 m Hürden            | 12,68 s (−0,6 m/s)   | Tobi Amusan                                                     | 28. August 2019    | Rabat        |
| 400 m Hürden            | 54,93 s              | Muna Jabir Adam                                                 | 22. Juli 2007      | Algier       |
| 3000 m Hindernis        | 9:15,61 min          | Beatrice Chepkoech                                              | 20. März 2024      | Accra        |
| Hochsprung              | 1,96 m A             | Hestrie Cloete                                                  | 15. September 1999 | Johannesburg |
| Stabhochsprung          | 4,35 m               | Mirè Reinstorf                                                  | 19. März 2024      | Accra        |
| Weitsprung              | 6,79 m (+0,1 m/s)    | Janice Josephs                                                  | 21. Juli 2007      | Algier       |
| Dreisprung              | 14,70 m A (+0,5 m/s) | Françoise Mbango Etone                                          | 18. September 1999 | Johannesburg |
| Kugelstoßen             | 18,12 m              | Vivian Chukwuemeka                                              | 11. Oktober 2003   | Abuja        |
| Diskuswurf              | 59,91 m              | Chioma Onyekwere                                                | 29. August 2019    | Rabat        |
| Hammerwurf              | 69,65 m              | Zahra Tatar                                                     | 19. März 2024      | Accra        |
| Speerwurf               | 60,80 m              | Jo-Ane van Dyk                                                  | 20. März 2024      | Accra        |
| Siebenkampf             | 6278 Punkte          | Margaret Simpson                                                | 20./21. Juli 2007  | Algier       |
| 20-km-Gehen             | 1:34:41 h            | Grace Wanjiru Njue                                              | 28. August 2019    | Rabat        |
| 4-mal-100-Meter-Staffel | 43,04 s              | Emem Edem Endurance Ojokolo Chinedu Odozor Mary Onyali-Omagbemi | 15. Oktober 2003   | Abuja        |
| 4-mal-400-Meter-Staffel | 3:27,08 min A        | Maria Usifo Airat Bakare Falilat Ogunkoya Mary Onyali           | 12. August 1987    | Nairobi      |

### Mixed
| Disziplin               | Rekord      | Athletin                                                                       | Datum         | Ort   |
| ----------------------- | ----------- | ------------------------------------------------------------------------------ | ------------- | ----- |
| 4-mal-400-Meter-Staffel | 3:13,26 min | Ifeanyi Emmanuel Ojeli Patience Okon George Sikiru Adeyemi Omolara Ogunmakinju | 19. März 2024 | Accra |

## Ewiger Medaillenspiegel
| Platz | Land      | Gold | Silber | Bronze | Gesamt |
| ----- | --------- | ---- | ------ | ------ | ------ |
| 01    | Nigeria   | 130  | 101    | 69     | 300    |
| 02    | Kenia     | 85   | 90     | 78     | 253    |
| 03    | Südafrika | 44   | 50     | 46     | 140    |
| 04    | Äthiopien | 43   | 45     | 50     | 138    |
| 05    | Ghana     | 29   | 30     | 28     | 87     |
| 06    | Algerien  | 27   | 33     | 35     | 95     |
| 07    | Ägypten   | 21   | 23     | 21     | 65     |
| 08    | Tunesien  | 19   | 17     | 9      | 45     |
| 09    | Senegal   | 14   | 14     | 21     | 49     |
| 10    | Botswana  | 14   | 7      | 4      | 25     |